# Chloroclystis eichhorni
Chloroclystis eichhorni là một loài bướm đêm trong họ Geometridae.